# 网纹颈须鳚
网纹颈须鳚（学名：Entomacrodus decussatus），又名斑紋間頸鬚鳚、斑紋犁齒鳚，为鳚科颈须鳚属的鱼类，俗名斑纹间颈须鳚。分布太平洋,從泰國到社會群島, 北至琉球群島, 南至新喀里多尼亞、東加、馬里亞納群島、馬紹爾群島海域，深度0至3公尺，本魚體延長形，稍側扁，似圓柱狀，頭鈍短，頭頂無冠膜，頸部無葉片狀皮瓣，僅有一低皮褶，鼻鬚掌狀分支，眼上有觸鬚，上唇邊緣內側光滑，背鰭與尾柄相連，體色褐色，魚鰭和身體布滿不規則的深色斑紋，背鰭硬棘13枚、背鰭軟條16-17枚、臀鰭硬棘2枚、臀鰭軟條17-19枚，體長可達19公分，棲息在珊瑚礁的湧浪區，以藻類及碎屑為食。该物种的模式产地在Biliton西部和Sangi群岛。